# Izet Medošević
Izet Medošević (Rijeka, 11. siječnja 1976. - ) punk glazbenik, pjesnik.

## Životopis
Tijekom 2000-tih komponirao je i svirao u grupama: O.Š. Sulud III i Avlijaneri. Trenutno je član benda Iz@ Medošević & "Borgie". također član je i neformalne književne skupine RI - LIT. Određeno vrijeme bio je urednik radio emisije "Cherokee" na Radio Trsatu.

## Stvaralaštvo
- 2007. Knjiga poezije:"Sve je s Vežice", "Slušaj Najglasnije"
- 2011. Knjiga proze: "Genij Usamljenog Čovjeka", Manufaktura d.o.o., Rijeka
- 2016.Glazbeni album "Granulo je Sunce", Dallas Records[1]
- 2019.Glazbeni album "Opera u Sydneyu", Dallas Records.